# Ari-Mas

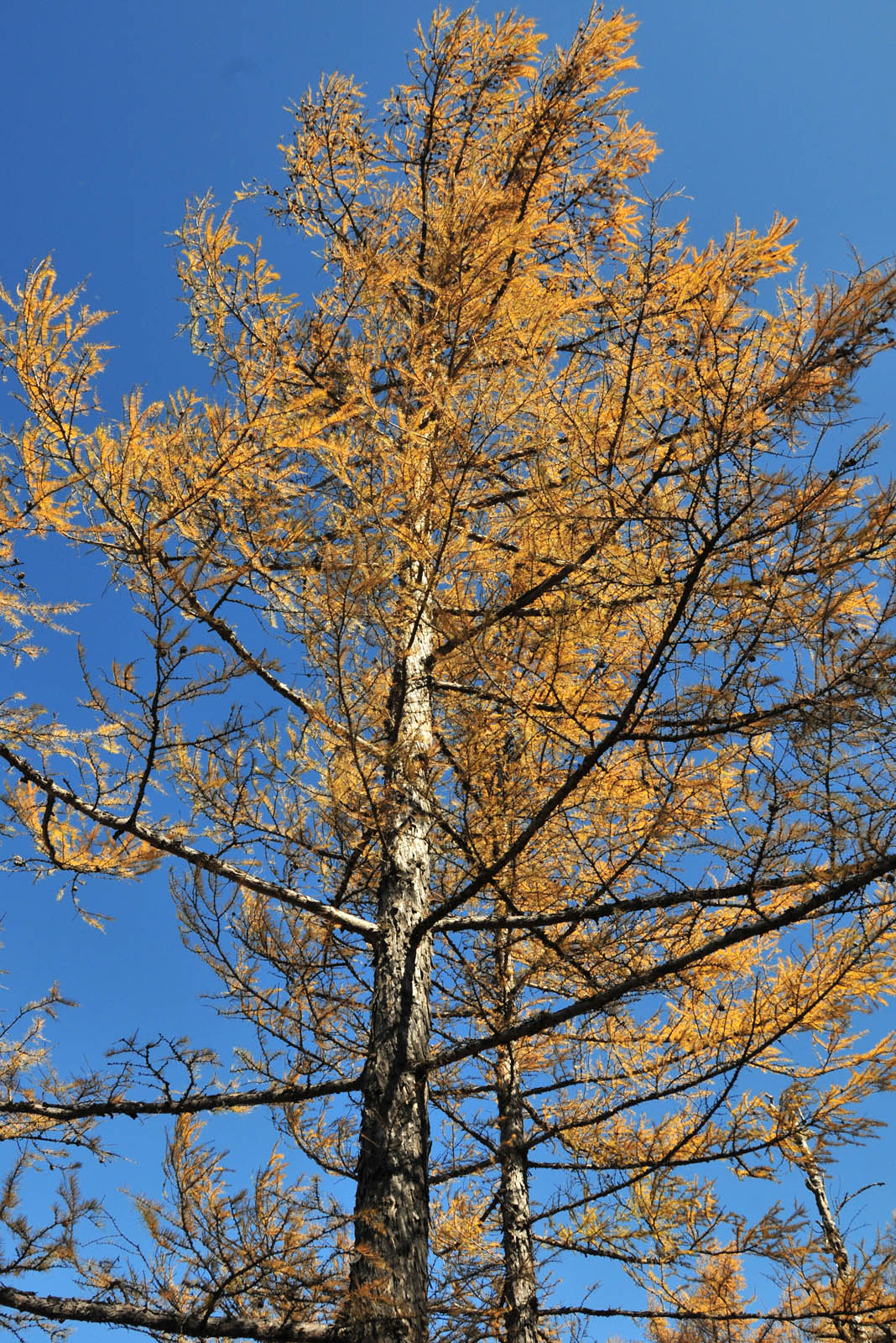
Larix gmelinii a Arxan.

Ari-Mas (en rus:Ары-Мас) és un bosc a Rússia situat al krai de Krasnoiarsk, a la part sud de la Península de Taimir, a la riba sud del riu Novaia. Ari-Mas significa en idioma Dolgan – illa boscosa.
Es considera que aquest bosc és el límit arbori per latitud en tot el mons encara que la bosquina Lukunsky a l'est està a 6 km més al nord. El cas és que mentre que la bosquina Lukunsky forma la part més al nord d'una massa forestal més gran, Ary-Mas és una illa forestal separada del bosc més proper per uns 200 km de tundra sense arbres.

## Clima
El període vegetatiu és d'uns 100 dies de durada. L'hivern comença des de finals de setembre-principi d'octubre fins a juny. Les temperatures mínimes sovint davallen fins -35 - -45 °C, la velocitat del vent a l'hivern sovint ultrapassa els 50 m/s.
El dia polar (període que el sol no es pon) s'estén des de finals de juny fins principi d'agost, la temperatura mitjana de juliol és de 12 °C, però sovint passa de 30 °C.
El permagel a l'estiu es fon fins a una fondària de 0.3 - 2 metres. El gruix del permagel aquí és d'uns 200 metre.

## Biodiversitat
L'única espècie d'arbre que hi ha en aquest bos és el làrix (de l'espècie Larix gmelinii), i en total a Ary-Mas hi ha 306 espècies de plantes, 90 espècies d'ocells i 20 espècies de mamífers.
Aquesta espècie de làrix creix d emanera esparsa i els arbres fan de 5 a 7 m d'alt.

## Conservació
Ary-Mas és un territori protegit amb una superfície de 156,11 km². Forma part de la Reserva de la Biosfera del Taimir i està protegit des de 1979.